# Groninger Luchtvaart Maatschappij
Groninger Luchtvaart Maatschappij es una aerolínea holandesa emergente que planea iniciar sus operaciones en la primavera de 2011 desde el Aeropuerto de Groningen Eelde con dos vuelos diarios al Aeropuerto de Londres Southend. entre sus planes de futuro se incluyen vuelos a Copenhague, Bruselas y París.